# فرودگاه واناوارا
فرودگاه واناوارا فرودگاهی عمومی واقع در واناوارا در کشور روسیه است.

## شرکت‌های هواپیمایی و مقصدهای پروازی
| شرکت‌های هواپیمایی | مقصدهای پروازی       |
| ----------------- | -------------------- |
| Evenkia-Avia      | کراسنویارسک چرمشانکا |
| Katekavia         | کراسنویارسک چرمشانکا |
| KrasAvia          | کراسنویارسک چرمشانکا |
| نورداستار         | یملیانو              |